# Jay Dasilva
Jay Rhys Dasilva (Luton, 22 de abril de 1998) é um futebolista profissional inglês com nacionalidade galesa que atua como lateral-esquerdo. Atualmente joga pelo Coventry City, do Championship (2ª divisão inglesa).

## Carreira

### Chelsea
Em 2012, com apenas 13 anos, Dasilva trocou a academia do Luton Town pela do Chelsea, sendo rapidamente integrado nas camadas jovens do clube. No ano seguinte, com menos de 15 anos, estreou-se pelos Sub-18. Na época subsequente (2013–2014), realizou 23 jogos pelos Sub-18, marcando inclusive um golo na 1ª mão da final da FA Youth Cup contra o Fulham.
Durante sua 2ª época completa com os Sub-18, Dasilva venceu a FA Youth Cup 2014–15 e a UEFA Youth League 2014–15. Jay assinou o seu primeiro contrato profissional em julho de 2015, tendo conquistado um lugar no plantel dos Sub-21 do Chelsea, onde se estabeleceu como jogador-chave ao longo do ano seguinte. Em 2015–16, conquistou novamente a FA Youth Cup, tornando-se um dos únicos jogadores da história a vencer 3 vezes o troféu - juntamente com o colega de equipa Jake Clarke-Salter e cinco dos famosos Busby Babes. Na mesma época, fez parte da equipa do Chelsea que conquistou a UEFA Youth League 2015–16, embora não tenha saído do banco de suplentes na final contra o PSG.

#### Charlton Athletic (empréstimo)
A 30 de dezembro de 2016, Dasilva foi emprestado ao Charlton Athletic da League One (3ª divisão inglesa). Fez a sua estreia pelo clube a 14 de janeiro de 2017, contra o Millwall, substituíndo Lewis Page aos 28 minutos de jogo e sendo ele próprio substituído aos 80 minutos. A 4 de abril de 2017, o treinador Karl Robinson deu-lhe a sua primeira oportunidade como titular pelo Charlton, na derrota em casa por 2–0 contra o Milton Keynes Dons, tendo Dasilva jogado os 90 minutos.
A 21 de julho de 2017, Dasilva renovou contrato com o Chelsea até 2021 e regressou ao Charlton Athletic para um segundo empréstimo.
A 7 de maio de 2018, Dasilva foi eleito o Jogador do Ano de 2017–18 pelos adeptos do Charlton.

### Bristol City
A 9 de agosto de 2018, o Chelsea emprestou Dasilva ao Bristol City por uma época. A 26 de junho de 2019, o Bristol City contratou Jay permanentemente por um valor não revelado, oferecendo um contrato de 4 épocas ao atleta. Dasilva marcou o seu 1º golo pelo clube (e o seu 1º golo como profissional), na vitória por 2–1 contra o Huddersfield Town, a 3 de novembro de 2020.
Em maio de 2023, o contrato de DaSilva com o Bristol City expirou e o defesa deixou o clube.

### Coventry City
A 30 de maio de 2023, o Coventry City anunciou a contratação a custo zero de Jay DaSilva, com o defesa a assinar um contrato de 4 anos pelos Sky Blues.

## Carreira Internacional
Dasilva representou Inglaterra a nível Sub-16, Sub-17, Sub-18, Sub-19, Sub-20 e Sub-21.
Foi convocado para a seleção Sub-16 pouco depois de ingressar na academia do Chelsea, para um jogo do Victory Shield contra a Escócia. No total, participou em 4 partidas pelos Sub-16.
Posteriormente, em 2014, foi convocado pela seleção Sub-17 para a qualificação para o Campeonato Europeu Sub-17 de 2015, marcando o seu primeiro (e único) golo nesta faixa etária numa vitória por 3–1 sobre a França. Após uma qualificação bem-sucedida, manteve o seu lugar na equipa durante todo o Europeu, jogando todas as partidas até à eliminação da Seleção Inglesa por parte da Rússia. O seu último jogo pelos Sub-17 foi um empate por 0-0 com a Coreia do Sul, no Mundial Sub-17 de 2015.
Em março de 2017, Dasilva foi convocado pela seleção Sub-19 para a qualificação para o Campeonato Europeu Sub-19 de 2017. Em julho de 2017, Dasilva foi escolhido como capitão da seleção Sub-19 para o torneio, do qual se acabariam por sagrar campeões.
A 27 de maio de 2019, Dasilva foi incluído no plantel de 23 jogadores da Inglaterra para o Campeonato Europeu Sub-21 de 2019, acabando por ser eliminados na fase de grupos da competição.

## Estatísticas
- Atualizado até 18 de abril de 2023

| Clube                    | Temporada         | Campeonato        | Campeonato | Campeonato | FA Cup | FA Cup | EFL Cup | EFL Cup | Outros | Outros | Total | Total |
| Clube                    | Temporada         | Divisão           | Jogos      | Golos      | Jogos  | Golos  | Jogos   | Golos   | Jogos  | Golos  | Jogos | Golos |
| ------------------------ | ----------------- | ----------------- | ---------- | ---------- | ------ | ------ | ------- | ------- | ------ | ------ | ----- | ----- |
| Chelsea                  | 2016–17           | Premier League    | 0          | 0          | 0      | 0      | 0       | 0       | —      | —      | 0     | 0     |
| Chelsea                  | 2017–18           | Premier League    | 0          | 0          | —      | —      | —       | —       | 0      | 0      | 0     | 0     |
| Chelsea                  | 2018–19           | Premier League    | 0          | 0          | —      | —      | —       | —       | 0      | 0      | 0     | 0     |
| Chelsea                  | Total             | Total             | 0          | 0          | 0      | 0      | 0       | 0       | 0      | 0      | 0     | 0     |
| Chelsea Sub-23           | 2016–17           | —                 | —          | —          | —      | —      | —       | —       | 2      | 0      | 2     | 0     |
| Charlton Athletic (emp.) | 2016–17           | League One        | 10         | 0          | —      | —      | —       | —       | —      | —      | 10    | 0     |
| Charlton Athletic (emp.) | 2017–18           | League One        | 38         | 0          | 2      | 0      | 1       | 0       | 3      | 0      | 44    | 0     |
| Charlton Athletic (emp.) | Total             | Total             | 48         | 0          | 2      | 0      | 1       | 0       | 3      | 0      | 54    | 0     |
| Bristol City (emp.)      | 2018–19           | Championship      | 28         | 0          | 3      | 0      | 1       | 0       | —      | —      | 32    | 0     |
| Bristol City             | 2019–20           | Championship      | 24         | 0          | 1      | 0      | 0       | 0       | —      | —      | 25    | 0     |
| Bristol City             | 2020–21           | Championship      | 11         | 1          | 0      | 0      | 1       | 0       | —      | —      | 12    | 1     |
| Bristol City             | 2021–22           | Championship      | 36         | 1          | 1      | 0      | 0       | 0       | —      | —      | 37    | 1     |
| Bristol City             | 2022–23           | Championship      | 34         | 0          | 3      | 0      | 1       | 0       | —      | —      | 38    | 0     |
| Bristol City             | Total             | Total             | 133        | 2          | 8      | 0      | 3       | 0       | —      | —      | 144   | 2     |
| Total de Carreira        | Total de Carreira | Total de Carreira | 181        | 2          | 10     | 0      | 4       | 0       | 5      | 0      | 200   | 2     |

1. ↑  Jogos no EFL Trophy
2. ↑  1 jogos no EFL Trophy, 2 jogos nos play-offs da League One

## Títulos
- FA Youth Cup: 2013-14, 2014-15, 2015-16
- Youth League: 2014-15, 2015-16

Inglaterra Sub-19
- Campeonato Europeu Sub-19: 2017[29]

Inglaterra Sub-21
- Torneio de Toulon: 2018[31]

Individual
- Jogador do Ano dos Adeptos do Charlton Athletic: 2017–18[12]

## Vida Pessoal
Jay Dasilva tem ascendência galesa e brasileira. É irmão de gémeos que também são futebolistas: Cole Dasilva e Rio Dasilva.